# Magdalena León (cantante)
Magdalena León (1951, Madrid, España) es una cantante, profesora y fonoaudióloga nacida en España y radicada en Argentina, dedicada principalmente al tango, el bolero y el folclore argentino y latinoamericano. Integró el renombrado grupo vocal Buenos Aires 8.

## Biografía
Magdalena León nació en Madrid, pero cuando contaba con 7 años su familia se trasladó a Venezuela, estableciéndose en el barrio del Hatillo, en Caracas. Allí realiza sus estudios primarios, siendo compañera de colegio de la futura cantante Cecilia Todd, de la que años después será muy amiga. Ambas han cantado juntas en varias ocasiones, grabando canciones a dúo en el álbum Cecilia Todd en la Argentina y en Entre amigos, de Magdalena León.
A los 12 su familia vuelve a trasladarse a Buenos Aires. Se define como "española de nacimiento pero argentina de vida".
A los 16 años ingresó al coro Lorenzo Perosi y luego, en 1974, integró Buenos Aires 8, un destacado octeto coral de fama internacional, dirigido por Horacio Corral.
En 1982 representó a la Argentina en el festival OTI de la canción cantando Canción para dar las gracias, que finalizó cuarta en la competencia final realizada en Lima.
Poco después volvió a representar a la Argentina, primero en el Festival de Ancon, donde ganó la competencia, después en Buga, Colombia, donde salió segunda. A fines de la década de 1980 fue una de las solistas que participaron en la reedición de Mujeres Argentinas de Ariel Ramírez y Félix Luna, con junto a Marián Farías Gómez y Ángela Irene. También integró el grupo de solistas que cantó en la primera ópera folclórica argentina, Tres delirios en vísperas de la muerte, de José Luis Castiñeira de Dios.
Entre otros trabajo participa en un disco con Jaime Torres, lanzado en Alemania y en dos discos infantiles de Ruidos y ruiditos.
En la década de 1990 estudió y se recibió en la especialidad de fonoaudiología, dedicándose a dar cursos y enseñar a cantantes profesionales. A comienzos de la década de 2000, volvió a dedicarse al canto profesional, grabando dos álbumes, Para vivir en 2003 y Entre amigos en 2010. Entre sus maestros de canto destaca Susana Naidich.

## Magdalena, hoy
Desde el 3 de noviembre de 2012, Magdalena León colaboró con el tramo cultural de los Juegos Nacionales Evita, realizado en la ciudad de Mar del Plata, Argentina.[cita requerida]
Contando con casi 50 alumnos adolescentes (12-17 años), quienes ganaron las instancias regionales y provinciales del torneo, Magdalena dio clases de canto en la sala Nachman, ubicada en pleno centro marplatense.
En el transcurso de la semana de actividades programadas, la cantante preparó a sus alumnos con técnicas vocales y respiratorias, entre ellos, el cantante tucumano Gastón Adanto (enlace roto disponible en Internet Archive; véase el historial, la primera versión y la última)., para cantar "Corazón Americano" y "Canción Con Todos".[cita requerida]
El 5 de noviembre se realizó el espectáculo de clausura del tramo cultural de los juegos en el Auditorium Piazzolla, donde los adolescentes hicieron la apertura del espectáculo cantando las canciones practicadas en coro.

## Discografía
- 1976,  La última palabra, con Buenos Aires 8.
- 1984, Creceremos con Oscar Cardozo Ocampo.
- 1988, Magdagrafías, con Leo Sujatovich.
- 1992, Magdalena León
- 2003, Para vivir
- 2010, Entre amigos

## Libros
- 2009,  El arte de respirar.